# Гаудеамус (фонд)

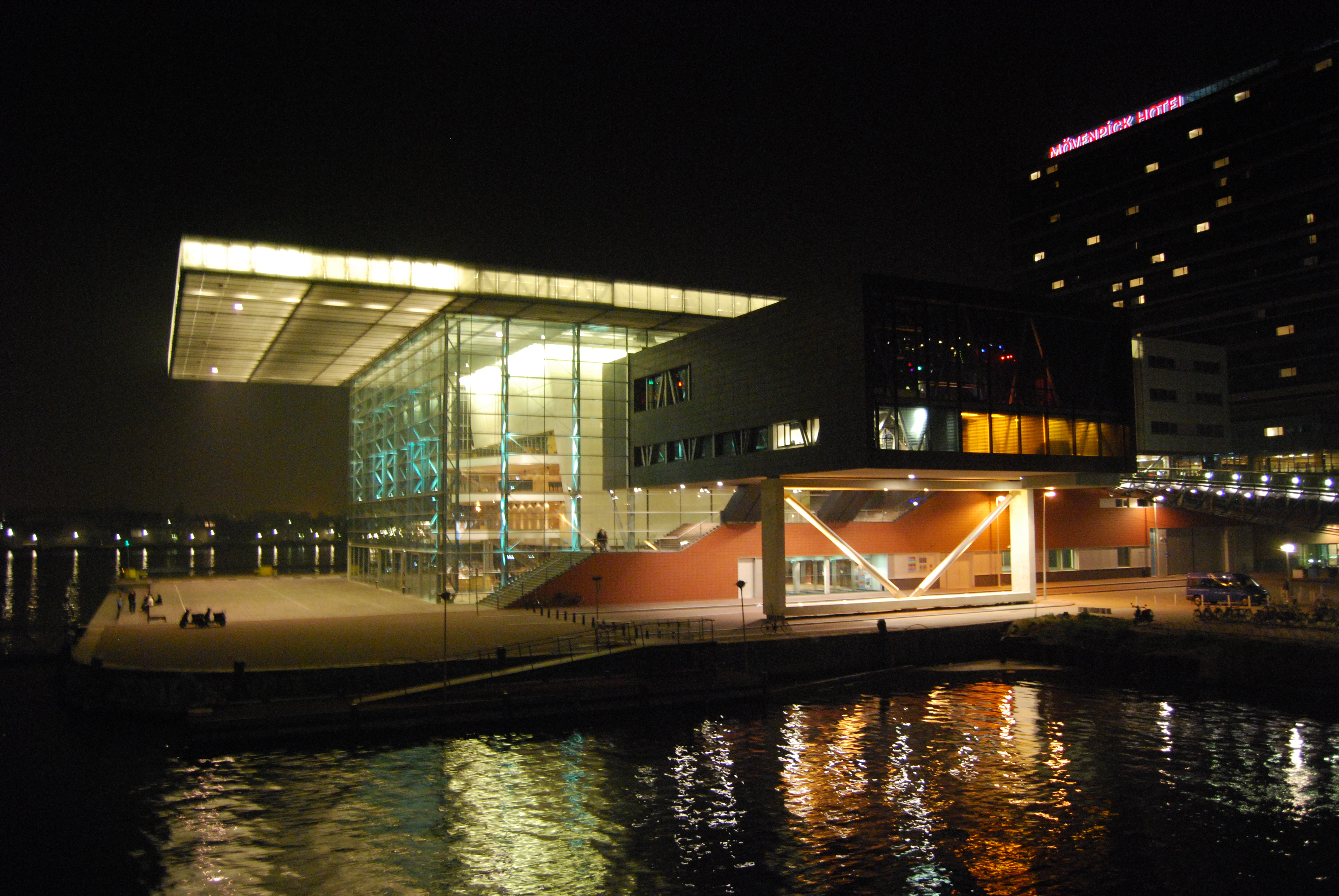
Концертный зал «Гаудеамус» в Эй, Амстердам

Фонд Гаудеамус — прославленный центр современной музыки. Фонд Гаудеамус организовывает и поддерживает современную музыкальную деятельность и концерты как в Голландии, так и за рубежом. Фонд, основанный в 1945 году, нацелен на поддержку карьерного роста молодых композиторов и музыкантов посредством своей музыкальной базы, контрактами с международными организациями своей собственной деятельностью.

## Деятельность
- Международный конкурс композиторов «Гаудеамус»
- Международный конкурс исполнителей «Гаудеамус»
- Концерты и фестивали
- Библиотека и Центр документации современной музыки
- Информационная деятельность
- Организация фестиваля «Выход» 2007 года